# Fuerza Aérea Guatemalteca
La Fuerza Aérea Guatemalteca (FAG) constituye la Fuerza de Aire del Ejército de Guatemala. Está organizada, equipada y entrenada para planificar, conducir y ejecutar las acciones que impone la Defensa Militar del Estado en lo referente al empleo del poder aéreo. Proporciona en coordinación con las Fuerzas de Tierra y Mar la seguridad y defensa de la República de Guatemala, incluyendo el mar territorial, zona contigua y la zona económica exclusiva.

## Bases

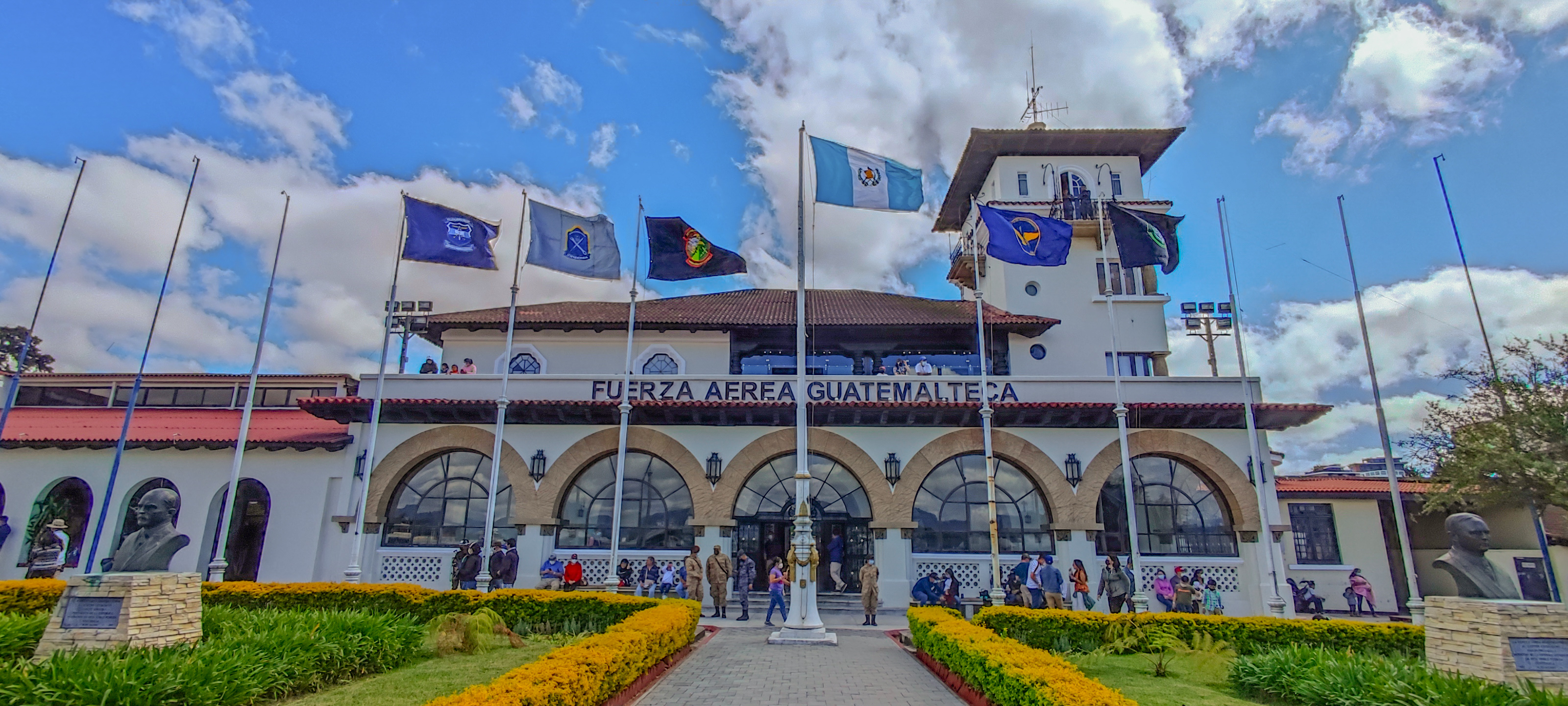
Base de la Fuerza Aérea ubicada en la Ciudad de Guatemala.

En 2003 se efectuó una reorganización de la Fuerza Aérea Guatemalteca en tres comandos aéreos regionales:
- Comandancia de la Fuerza Aérea Guatemalteca "General José Victor Mejía", situada en el Aeropuerto Internacional La Aurora, Ciudad de Guatemala, y cubriendo los departamentos de Guatemala, Baja Verapaz, Alta Verapaz (al sur de la sierra de Chamá), Izabal, Zacapa, Jutiapa, Chiquimula, El Progreso, Chimaltenango, Sacatepéquez, Sololá, Totonicapán, Quiché (excepto Ixcán), Huehuetenango.
- Comando Aéreo del Norte "Teniente Coronel Danilo Eugenio Henry Sánchez" situada en el Aeropuerto Internacional Mundo Maya, Área Central de Petén, y cubriendo el departamento de Petén, y el norte de los departamentos de El Quiché y Alta Verapaz.
- Comando Aéreo del Sur "Coronel Mario Enrique Vásquez Maldonado" situada en el Aeropuerto de Retalhuleu, Retalhuleu, cubriendo los departamentos de Quetzaltenango, San Marcos, Retalhuleu, Suchitepéquez, Escuintla, Santa Rosa y Jalapa.

También opera desde las base militares en Puerto San José y Puerto Barrios en apoyo a las fuerzas especiales del ejército:
- Base Aérea del Puerto San José, Escuintla siendo el centro de operaciones de la Brigada de Paracaidistas "General Felipe Cruz"

## Misión

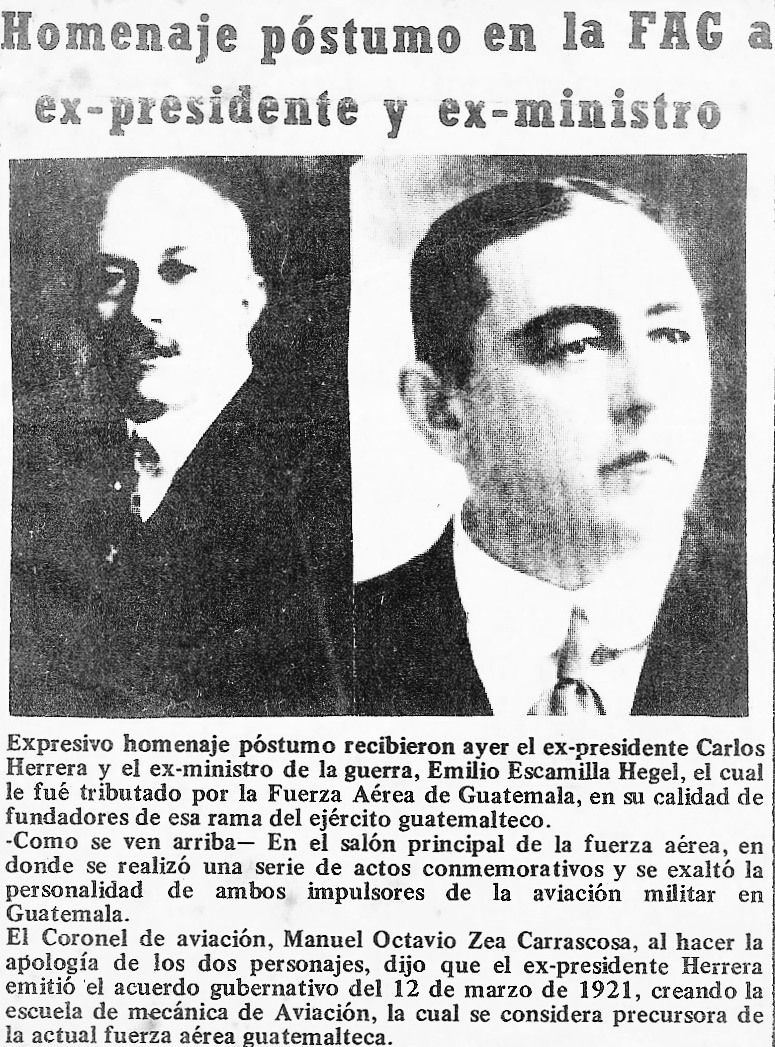
Publicación de 1940 que rememora la fundación de la Fuerza Aérea de Guatemala por el presidente Carlos Herrera y Luna en 1921.

Conducir operaciones aéreas para mantener y garantizar la soberanía del espacio aéreo de Guatemala, realizar la batalla aérea y disuadir, así como apoyar a las unidades militares de superficie, con el propósito de neutralizar cualquier amenaza contra los objetivos nacionales. También coopera con las instituciones del estado en el esfuerzo nacional.
Asimismo, las unidades aéreas y terrestres han participado en misiones de prevención contra incendios, inundaciones, evacuaciones en zonas de desastres y jornadas médicas. Las misiones en tiempo de paz, van desde la cooperación a entidades estatales y privadas, a entidades que velan por el ecosistema y la biósfera, así como a integrantes de las distintas comisiones de prevención de desastres, apoyo en el combate de incendios forestales, apoyo a las operaciones de combate al narcotráfico, evacuación de enfermos, abastecimiento de equipos diversos y suministros a áreas de difícil acceso.

## Historia

### Los albores
En el cincuentenario de la Revolución Liberal y creación del Ejército de Guatemala el 30 de junio de 1921, se trasladó formalmente la Escuela Militar de Mecánicos de Aviación, que venía funcionando en el Aeródromo del Campo Marte, a los campos de la Finca Nacional "La Aurora", contando por aquel entonces con un avión Bleriot XI-2, un Daperdusin TT y dos Avro 504-K, en 1924 se adquieren un Caudron G-3, un Newport "Bebe" y un Morane Saulnier MS-35 "Parasol" . Para el año 1925 se recibe el donativo por parte del gobierno mexicano de un avión Avro Anáhuac, y ese mismo año se registra por primera vez la utilización de la rondela que identifica a la aviación militar nacional.
En 1929 la compañía Pan American World Airlines, inicia operaciones en Guatemala con aviones trimotores Ford, los cuales estacionaba frente al Hangar 1 por no contar con un local propio. Ese mismo año se concluyó la construcción de los Hangares denominados 1 y 2, además de los talleres de carpintería y mecánica a los costados del edificio destinado a la comandancia y oficinas y se adquirieron 3 aviones Ryan Brougham B-1.
En 1929 se suprime la Escuela Nacional de Aviación y se crea el cuerpo de Aviación Militar de Guatemala, se estableció una línea de aviones Ryan de 6 pasajeros cada uno, con los que se efectuaban vuelos al interior de la República en forma regular. Dentro de las cosas importantes acaecidas ese mismo año, cabe mencionar la llegada del teniente coronel Óscar Morales López en el avión Ryan Waco Taperwing modelo T-10 bautizado "El Quetzal" procedente de Galveston, Texas.
También se compraron a Francia 4 aviones Potez 25-B2, dos aviones Morane Saulnier 147-EP2 "Parasol". En 1934 se compraron 4 aviones Waco YMF-3 y 1 Spartan NS-1. El Spartan fue reacondicionado en los talleres del Cuerpo junto a tres Potez, 1 Morane "El Quetzal" y otro Waco, reconstruyéndolos, vale señalar, con partes y repuestos de otros aviones que fueron accidentados y abandonados por irreparables. También se inauguró un nuevo campo de aviación en Mazatenango. Hacia 1935 se compraron 6 aviones Caudron C-601 "Aiglon" de origen francés destinados para entrenamiento.
Llega 1936 y felizmente se inaugura el edificio del Aeropuerto "La Aurora", instalaciones que en la actualidad constituyen el edificio principal y Cuartel General de la Fuerza Aérea de Guatemala, constituyendo un aeropuerto moderno para la época por las facilidades con que contaba, durante ese año se modificó el nombre del Comando llamándosele Cuerpo de Aeronáutica Militar, también se compró un hangar, construido completamente de metal al que se le asignó el número 3 siguiendo la nomenclatura iniciada con los primeros dos; en aquella época llegaron procedentes de Albroock Field, Zona del Canal, Panamá, 60 aviones propiedad del Ejército de los Estados Unidos, los cuales iban hacia aquel país.
Para julio de 1938 se compran 12 aviones Ryan ST-A/PT-20 para entrenamiento de los Pilotos Aviadores, realizándose el montaje de los mismos en los talleres del Cuerpo, al año siguiente, en 1939 se efectúa un vuelo de buena voluntad con 5 aviones Ryan y 5 Wacos por las capitales de las repúblicas centroamericanas y Panamá, regresando de este viaje sin novedad.
Con la llegada de 1942 se finalizan los trabajos de nivelación, ampliación y construcción de la pista asfáltica del Aeropuerto "La Aurora", casi simultáneamente entra a funcionar la Escuela Militar de Aviación en el Aeródromo "Los Cipresales", en la zona 6 de la ciudad.
En esta etapa se estableció una Base Aérea Norteamericana en "La Aurora", construyéndose en el extremo sur hangares, barracas y refugios. Para mediados del año 1943 se adquieren 2 aviones Boeing PT-15 "Stearman" y cinco Vultee BT-13 Valiant así como tres North American T-6 Texan artillados asimismo 7 cazas Boeing P-26 Peashooter, y para la Escuela Militar de Aviación 11 Fairchild PT-19 "Cornel " para instrucción.

### Fuerza Aérea Guatemalteca
Durante la II Guerra Mundial, los Estados Unidos de América pidieron la colaboración de los países del istmo centroamericano y como consecuencia se construyeron a lo largo del litoral pacífico una serie de instalaciones militares, incluyendo la Base Militar de San José que incluía una pista de aterrizaje asfaltada. Así llega 1944, cuyos acontecimientos políticos sacudieron la sociedad guatemalteca, y luego del triunfo del movimiento del 20 de octubre, el Ejército es totalmente reorganizado, hasta que, en base al Decreto N.º 59 del 5 de mayo de 1945 se reforma el reglamento interno del Cuerpo de Aeronáutica Militar para posteriormente adoptar su nombre actual de Fuerza Aérea Guatemalteca, más acorde con su misión y proyecciones interiores. Poco antes de este acontecimiento llega como instructor de vuelo el Piloto Aviador americano Charles Montgomery Jr. a principios del año 1944.
Contando Guatemala con uno de los cuerpos de aviación más completos de América Latina, nuestro gobierno se interesó porque la aviación tuviera un adelanto técnico en sus operaciones de desarrollo, dedicándose a profesionalizar a sus miembros a través de becas al extranjero, tecnificando sus métodos y mejorando el equipo existente, es así como la Fuerza Aérea Guatemalteca inicia sus actividades solicitando ante el gobierno de los Estados Unidos de América, el envío de una Misión Aérea, y llega como primer Jefe de la Misión el teniente coronel P.A. (USAF) Juan Francisco Puerta y como subjefe el mayor P.A. (USAF) Merle S. Else y cuatro mecánicos para asesorar en los aspectos técnicos del mantenimiento.
Siendo éstos los verdaderos pioneros del asesoramiento técnico de la Fuerza Aérea Guatemalteca, cooperando con igual entusiasmo con los señores Jefes y Oficiales de este Comando y de la Escuela Militar de Aviación para la formación de nuevos cuadros de los Escuadrones de Vuelo que inmediatamente principiaron a funcionar, siendo entre otros: Caza, Observación, Bombardeo y Transporte.
Estas Misiones Aéreas fueron relevadas al final de sus respectivos contratos en sucesión, de manera tal que el entrenamiento tanto teórico como de vuelo, continuó con el devenir de los años, entre los jefes de Misión surgen nombres como Tte. Cnel. P.A. (USAF) Stephen Mc`Elroy, Coronel P.A. (USAF) Richard C. Hutchinson, Coronel P. A. (USAF) Gene L. Douglas, quien fue el último Jefe de Embajada de los Estados Unidos de América en Guatemala, convirtiéndose entonces la Misión, en Sección Aérea como una subdivisión del Grupo Militar.
En el afán siempre de perfeccionamiento, el personal de Pilotos y Mecánicos de la Fuerza Aérea Guatemalteca ha sido enviado a la Zona del Canal de Panamá a partir del 1944, para especializarse en diferentes ramas de la aviación. Con el mismo propósito se ha enviado personal a algunas Bases Aéreas en los Estados Unidos de América, retornando con un bagaje de conocimientos que luego son compartidos y aprovechados al máximo por el cuerpo de mecánicos.
Durante el año 1946 se adquieren 3 aviones Douglas C-47, 1 avión Grumman Goose JRF-5B anfibio que posteriormente se canjeó por un helicóptero Hiller 360, y para entrenamiento se compraron aviones Beechcraft AT-11 "Kansan", AT-6C "Texan" y Cessna UC-78 "Bobcat". Por aquella época se efectuaron varios vuelos internacionales de buena voluntad incluyendo la famosa hazaña de llevar las Alas de la Fuerza Aérea a través del Paso del Aconcagua, en los Andes, entre Argentina y Chile, en uno de los recién adquiridos aviones C-47, este vuelo sin precedentes mereció los más cálidos elogios de propios y extraños y definitivamente fue coronado por el éxito.
Por contraste, octubre de 1951 resulta luctuoso, en una carrera tan arriesgada como la aviación, los accidentes son muchas veces inevitables, y aquí hubo de lamentarse la más grande tragedia aérea ocurrida hasta la fecha en este Comando, un avión C-47 se estrella en Petén, 27 personas perdieron la vida, eran ellos en su mayoría distinguidos artistas y algunos elementos militares, que participaban en el programa de proyección denominado "La Hora Cultural del Ejército".
En julio de 1954 llegan 3 aviones Mustang F-51D, prototipo considerado como el mejor avión caza de la II Guerra Mundial, cuatro más llegan en octubre de ese año y otros siete llegan en abril de 1956 desde San Antonio, Texas, EE. UU. En abril de 1958 llegan otros 3 F-51D procedentes de Sacramento, California, EE. UU. y en marzo de 1962 llegan los últimos 3 Mustangs. En agosto de 1960 se adquieren 8 caza-bombarderos "Invader" A-26 A/B/C para refuerzo de los Escuadrones Tácticos; en 1962 como ya mencionamos llegan 3 F-51 y en agosto de ese año a través del MAP llega un C-47. En 1963, la Fuerza Aérea Guatemalteca hace su ingreso a la era de la Propulsión Jet cuando bajo los auspicios del Programa de Asistencia Militar (MAP por sus siglas en inglés), en enero, llegan a Guatemala 4 aviones T-33. Bajo este programa llegaron en mayo de ese año 2 aviones C-47 y otros dos en diciembre. El gobierno decide aumentar y apoyar el Escuadrón de Transporte y adquiere un C-54 cuadrimotor en noviembre de 1964; para diciembre del mismo año llegan otros dos aviones T-33 comprados por el gobierno de Guatemala y el MAP proporcionó otros dos en junio de 1965. En esa fecha también el MAP trajo dos helicópteros Sikorsky H-19 para que pudieran ser empleados en misiones de rescate o de observación y completó 4 unidades al traer, en septiembre de 1966, otros 2 helicópteros H-19.
Los beneficios del Programa de Asistencia Militar no paran allí, en julio de 1967 llegó un avión C-47 y en noviembre de ese año 3 helicópteros UH-1H Huey. El gobierno de Guatemala ha comprado avionetas Cessnas 172,182 y otras, Piper de diferentes modelos, 1 avión DC-6B de cuatro motores y capacidad de transporte pesado en 1973, 11 aviones ARAVA 201 de características STOL muy apreciadas en nuestro territorio por su topografía, los cuales hicieron su aparición entre los años 1976 y 1977, a la par de helicópteros franceses Lama SA-315 y Alloutle III SA-319 robustos y fuertes caballos de carga, en los mismos años. Entre 1971 y 1975 llegaron también los poderosos aviones Cessna A-37B DragonFly, considerado como un avión muy efectivo.
Se adquirieron también aviones Pilatus PC-7 para entrenamiento entre 1979 y 1980. Helicópteros Bell Jet Ranger en 1980 a 1982, Bell Long Ranger en 1981, y se han adquirido varios helicópteros Bell 212 y 412 entre 1980 y 1992. En 982 se agregaron los aviones Fokker Friendship F-27 para transporte de pasajeros y carga. Así mismo algunos aviones Beechcraft Super King Air 300 y 200 (transporte ejecutivo) forman parte de este inventario, junto a helicópteros Sikorsky S-76A.
Una a una estas aeronaves han ido reemplazando los viejos aviones de mitad de siglo, sin embargo, merece especial atención al hecho que al siempre noble avión de transporte Douglas DC-3/C-47 le ha tocado vivir un momento muy especial porque atendiendo a la importancia que como aerotransporte tiene y tras largos años en tierra, se han enviado algunos de ellos para su repotenciación y reacondicionamiento en la Compañía Basler Turbo Conversions Inc. en Oshkosh, Wisconsin, EE. UU. en donde se les ha dado nueva vida y fuerza a través de la instalación de nuevos motores Turbo-Prop sustituyendo a los viejos motores recíprocos, para que ahora, como antes, puedan ser verdaderos pilares en que se apoyen las misiones de transporte mediano de personal o carga al interior o exterior de la República.
Al mismo tiempo que el inventario aumentaba, poco a poco se fue creciendo en infraestructura, en 1957 se crea el Hospital de la Fuerza Aérea el cual atiende a la familia FAG y también a personal civil, en 1963 se crea el conjunto de marimba "Alas Chapinas", y en 1969 marca la reapertura de la Escuela de Mecánicos de Aviación de la Fuerza Aérea. Después de trasladado el Aeropuerto Internacional a las nuevas instalaciones al lado oeste de la pista en la década de los 70, se pasó a ocupar el edificio actual, tras hacerle algunos ajustes para acomodo de lo que sería el nuevo Cuartel General, y, con el paso del tiempo a partir de 1975 se empezaron a construir nuevas edificaciones como un local para bomberos, el hangar para avionetas "Tte. Matías Urizar", el almacén de motores, los hangares "Juan Adolfo Castillo Ralda' para aviones DC-4 y C-47, y "Sgto. Jesús Herrera Milián" para aviones ARAVA; por 1978 se terminó de construir un ala del Hospital de la Fuerza Aérea, se amplió la Capilla de Nuestra Señora de Loretto, se acondicionó el Club de Oficiales y de Aerotécnicos, y como obras de reconstrucción por los daños que el terremoto de 1976 causó podemos mencionar en este período la reconstrucción de la muralla perimetral que da a la Avenida Hincapié, la reconstrucción de la gasolinera "Los Arcos", la reconstrucción de los torreones en la antigua entrada principal y el cambio de techo y artesón del Edificio Principal, por mencionar algunos.
En esta década también se construyó el Centro de Recreación para el Aerotécnico en las instalaciones de la ahora Base Militar "La Aurora", el taller de soldadura, el local para el Almacén de Abastecimientos N.º 2.
Al mismo tiempo que los cambios en el inventario de aeronaves lo fueron exigiendo, se fue adquiriendo el equipo y la herramienta especial, necesarios para llevar a cabo las tareas de comprobación y reparación de las nuevas naves y sus componentes, incluyendo montacargas, remolques, extinguidores, etc.
En 1978 se reorganiza la Escuela Militar de Aviación para Pilotos Aviadores Militares. Y, con el afán de tener una mejor cobertura y proporcionar de mejor forma el apoyo aéreo, y cumplir con la misión encomendada, a nivel nacional, en 1981 se crea la Base Aérea del Norte "Tte. Cnel. Av. P.A. DEMA. Danilo Eugenio Henry Sánchez" en Santa Elena, Petén, y en 1989 se crea la Base Aérea del Sur "Cnel. Av. P.A. DEMA. Mario Enrique Vázquez Maldonado", en la cabecera departamental de Retalhuleu, trasladándose hacia allá la Escuela Militar de Aviación quedando adscrita a esa Base.
Otros dos hechos importantes son la creación de la Reserva Aérea como un Comando Especial en 1982 y la Escuela Técnica Militar de Aviación en 1983.

### Acciones relevantes
Históricamente la Fuerza Aérea Guatemalteca ha desempeñado en el contexto nacional dos roles protagónicos, el primero de ellos eminentemente militar tal y como se define en su misión, y el segundo ha sido de carácter social en apoyo a la población en situaciones de calamidad pública, apoyo a la producción, apoyo a las instituciones de gobierno que redundan en apoyo a la población, etc.
Las actividades que ha desarrollado la Fuerza Aérea Guatemalteca, van desde transporte de personal militar, carga y ayuda a la población civil, hasta misiones de apoyo a las Unidades de Tierra empeñadas en la lucha contrainsurgencia. Esto incluye transporte de víveres, pertrechos, medicinas, rescate y evacuación médica, involucrándose también en la guerra internacional contra el narcotráfico. Quizás por el desconocimiento de tan múltiples actividades, no se ha podido evaluar en su justa dimensión la labor de acción cívica que promueve, como parte del programa general que desde hace muchos años viene impulsando exitosamente el Ejército.
La Fuerza Aérea Guatemalteca ha desempeñado un papel primordial dentro del desarrollo de la agricultura guatemalteca, interesada también en la incorporación de importantes regiones agrícolas al patrimonio de la nación.
Cuando las fuertes inundaciones azotaron el país en 1949, la Fuerza Aérea como parte integrante de las Fuerzas Armadas, prestó su decidido concurso al gobierno de la República, trasladando medicinas, víveres, delegaciones médicas, practicantes, enfermeras, doctores y todo lo necesario para el auxilio de innumerables víctimas, habiéndose transportado entre tales elementos, casi un total de medio millón de libras a todos los ámbitos de la República.
Desde ese entonces ha existido con el resto de instituciones estatales y autónomas, felizmente, una estrecha colaboración, por lo que se ha efectuado viajes al extranjero y al interior, unos de índole puramente militar y otros de carácter cultural, transportando estudiantes, artistas, maestros, deportistas, profesionales, etc. es decir que se ha contribuido a la difusión de la cultura y el deporte dentro y fuera de nuestras fronteras.
En situaciones de emergencia también se ha visto el papel desempeñado tanto dentro como fuera del país, tal el caso de la ayuda prestada para el terremoto de Nicaragua en 1974, en los terremotos y huracanes en México, el huracán en Jamaica, el huracán "Fifi" en Honduras, la operación "Francelia" por el nombre del huracán que azotó nuestro país en el año 1969, para mencionar algunas, en las cuales se cumplió con el abastecimiento y evacuaciones que fueron necesarias.
La Fuerza Aérea Guatemalteca, desde la madrugada trágica del 4 de febrero de 1976, empeñó todos sus recursos en las labores de auxilio a los damnificados, volando a todos los rincones de la Patria, llevando auxilio a todos los hermanos guatemaltecos sin distinción de ninguna clase. Volándose en aquella oportunidad miles de horas en un mes, en diferentes tipos de aeronaves. Dentro de esta incesante actividad se llegó a una cifra récord de más de doce mil horas de vuelo en un año, cifra sin precedentes pues en situaciones normales apenas si se llegaba a las cuatro mil horas anuales.
La interrogante que brota en nuestra mente, sin olvidar la labor del pasado y la convicción de tener una cobertura futura en la misma extensión, es: Si la Fuerza Aérea no hubiera volcado toda esa ayuda en beneficio de nuestros connacionales que habitan en los lugares más recónditos e incomunicados de Guatemala, ¿qué otra institución lo hubiese hecho?. Sinceramente, se estima que las pérdidas humanas y materiales hubieran registrado porcentajes más elevados.
En el caso del terremoto de Nicaragua en diciembre de 1974 fue Guatemala el primer país que se presentó con ayuda humanitaria después de aquel fatídico incidente de la naturaleza haciéndolo por intermedio de un Douglas C-47.

## Flota de Aeronaves

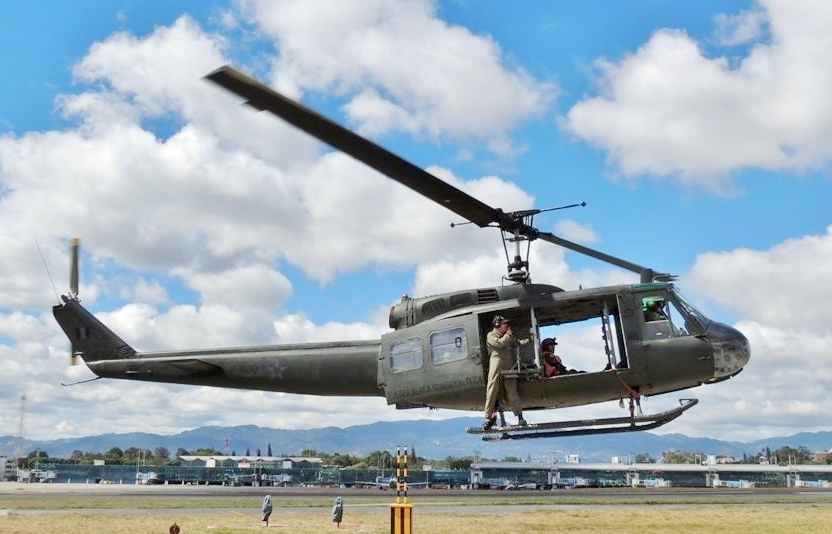
Bell UH-1H de la Fuerza Aérea de Guatemala

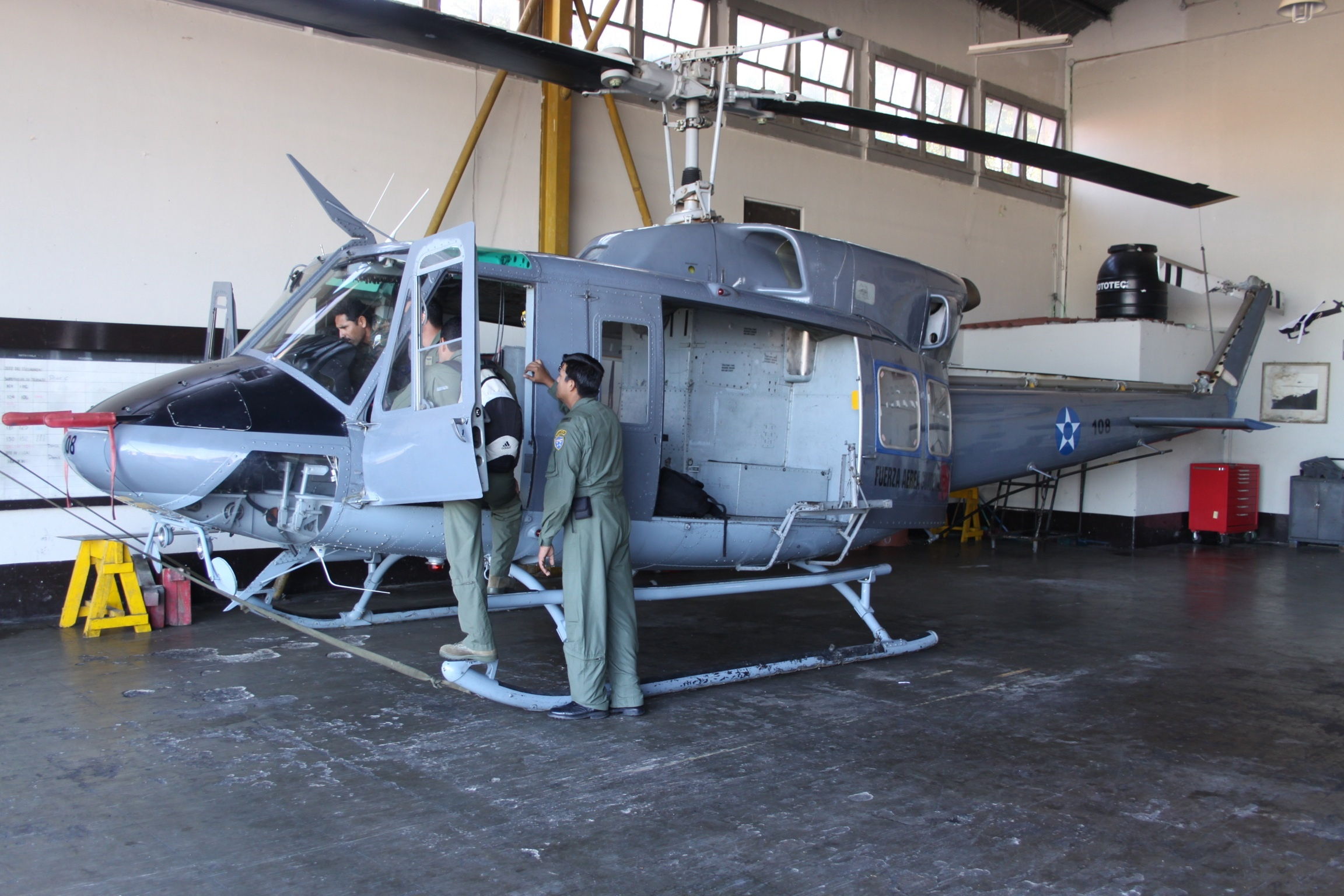
Un Bell 212 en mantenimiento

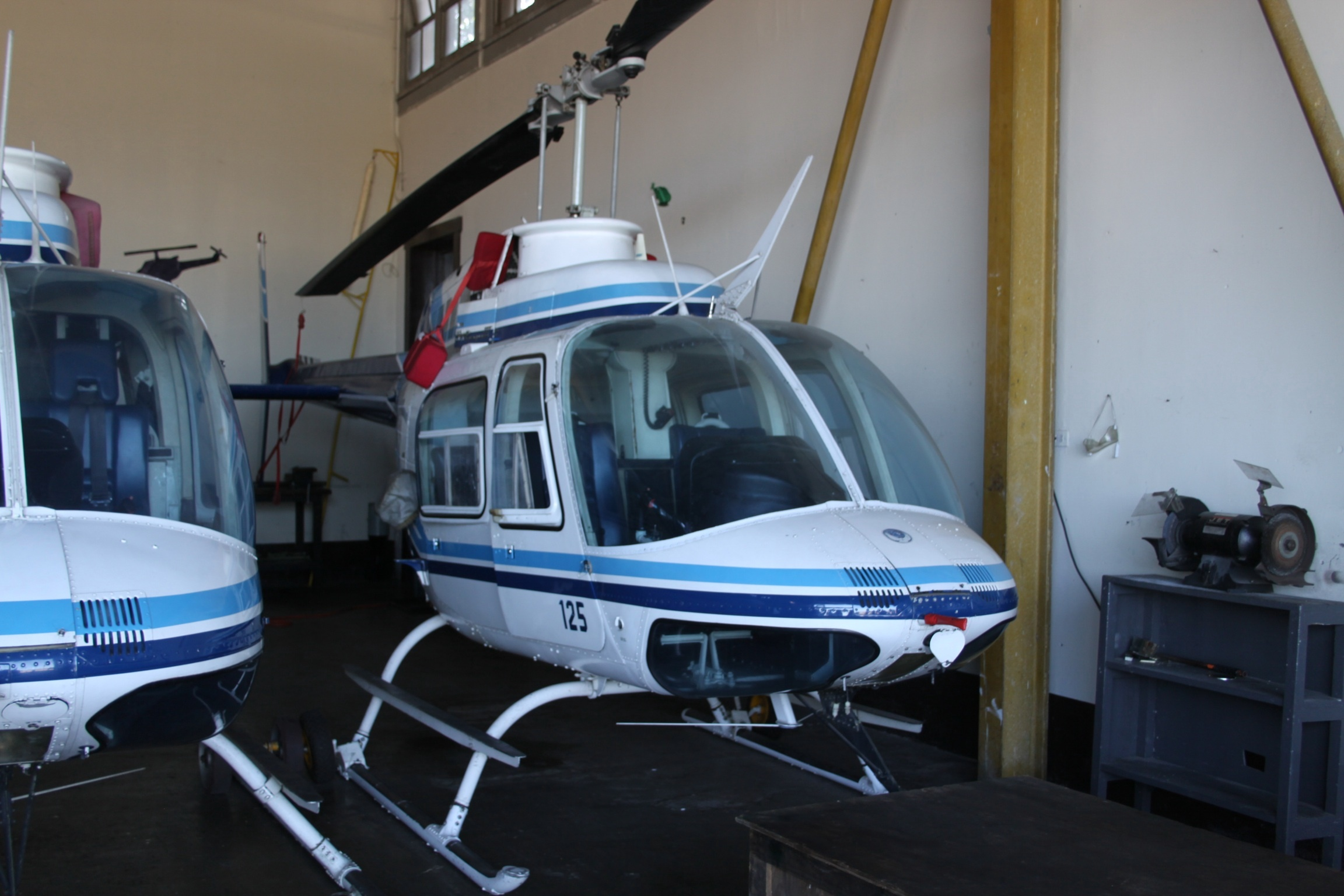
Un Bell 206 de la Fuerza Aérea Guatemalteca

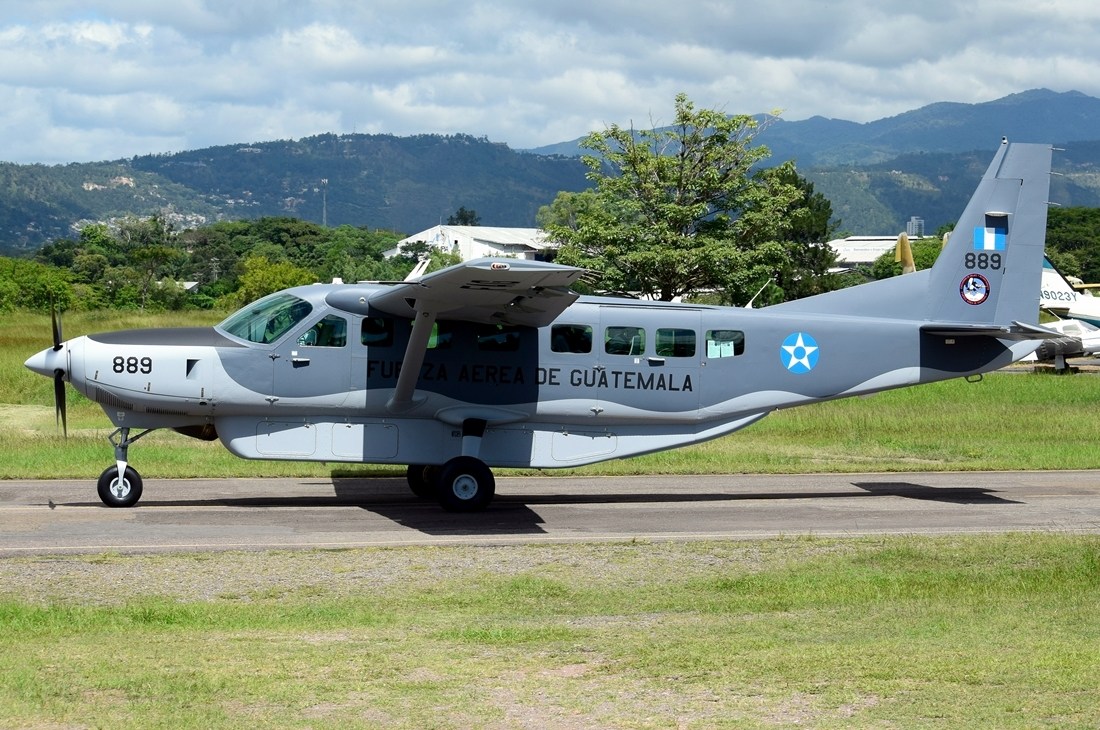
Un Cessna 208 de la Fuerza Aérea Guatemalteca

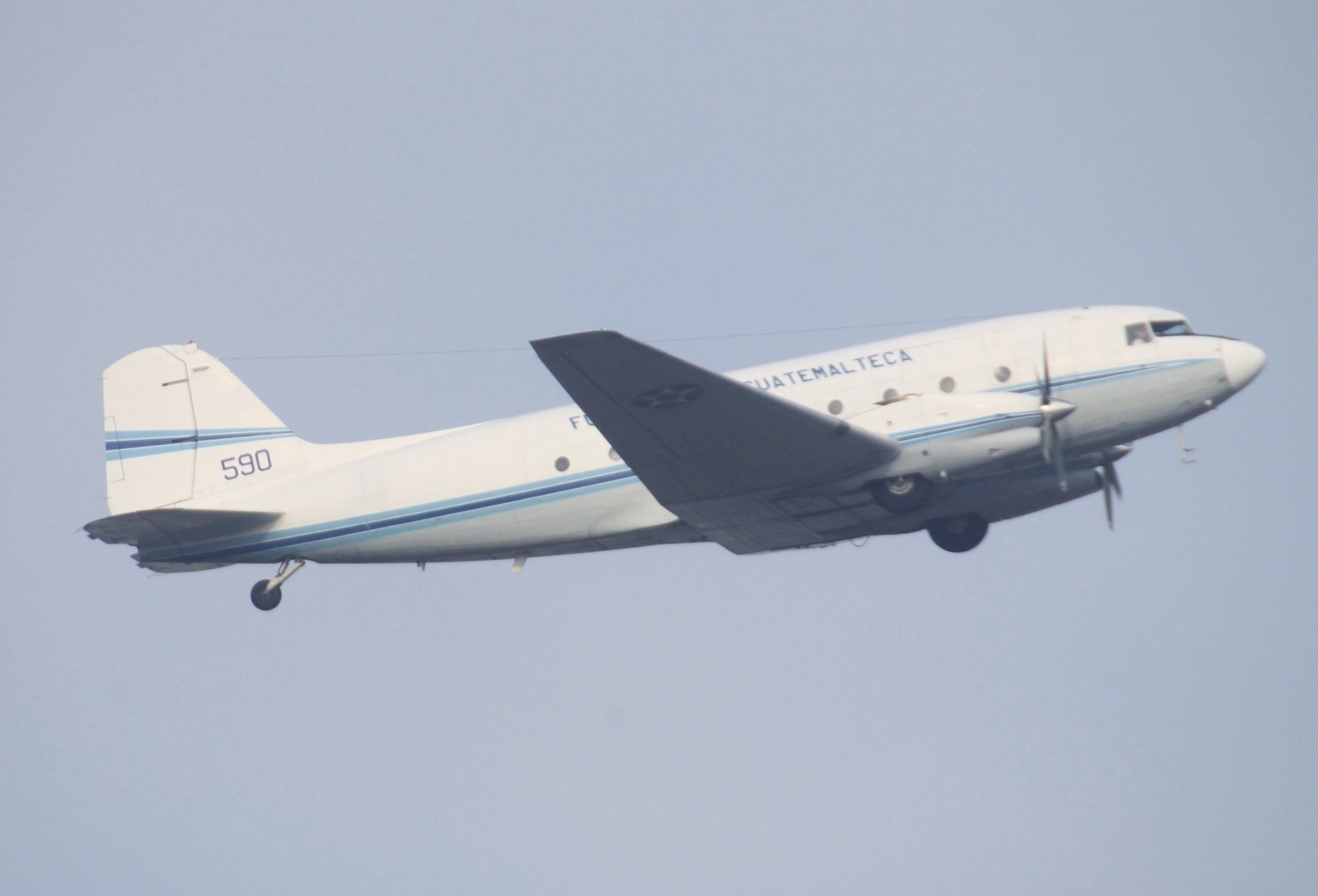
Un Basler BT-67 de la Fuerza Aérea Guatemalteca.

En la siguiente tabla, el número de aeronaves es aproximado.
| Modelo                                   | En Servicio            | Origen             | Notas |
| Aviones De Combate                       | Aviones De Combate     | Aviones De Combate | Aviones De Combate |
| ---------------------------------------- | ---------------------- | ------------------ | --- |
| Cessna A-37 Dragonfly                    | - 0 en servicio activo | Estados Unidos     | - 3 aparatos con posibilidad de ser repotenciados. |
| Pilatus PC-7                             | - 0 en servicio activo | Suiza              | - 4 aparatos con posibilidad de ser repotenciados. |
| Aviones De Transporte Y Reconocimiento   |                        |                    | |
| Basler BT-67 (DC-3)                      | - 0 en servicio activo | Estados Unidos     | - 3 aparatos con posibilidad de ser repotenciados. |
| F27-200                                  | - 0 en servicio activo | Holanda            | - 1 aparato con posibilidad de ser repotenciado. |
| Air Tractor AT-802GXi                    | - 4                    | Estados Unidos     | - Utilizados para extinción de incendios desde el aire y reconocimiento, fueron adquiridos en 2024 y entregados a inicios de 2025                                         |
| Havilland Canada DHC-6 Twin Otter        | - 2                    | Canadá             | - 1 Adquirido en 2019 y 1 en proceso de entrega en 2025. |
| Cessna 208B Grand Caravan EX             | - 5                    | Estados Unidos     | - Uno de ellos adaptado para ambulancia aérea. |
| PA-34-seneca II                          | - 2                    | Estados Unidos     | - Utilizados para trasporte de personal, trasporte de detenidos de alto valor, y reconocimiento.                                                                          |
| Cessna 210L Centurion II                 | - 1                    | Estados Unidos     | - Utilizado para labores rescate y reconocimiento. |
| Bellanca Decathlon                       | - 1                    | Estados Unidos     | - Utilizado para maniobras acrobáticas, y reconocimiento. |
| Beechcraft B300 King Air                 | - 1                    | Estados Unidos     | - Avión Presidencial. |
| Inteligencia Vigilancia Y Reconocimiento |                        |                    | |
| Pilatus PC-12                            | - 2                    | Suiza              | - Versión "PC-12/47E" - Donado por Estados Unidos en el 2023. Originalmente estaba destinado para las Fuerzas de Operaciones Especiales de la Fuerza Aérea de Afganistán. |
| King Air                                 | - 2                    | Estados Unidos     | 1 Aparato en la versión "200 King Air" y otro de la versión "B300 King Air"                                                                                               |
| Aviones De Entrenamiento                 |                        |                    | |
| T-35 Pillán                              | - 0 en servicio activo | Chile              | - 4 unidades fueron adquiridas a Chile en 1983. |
| Piper PA-28-181 Archer TX                | - 2                    | Estados Unidos     | |
| Cessna TU206G Turbo Stationair           | - 2                    | Estados Unidos     | |
| Helicópteros Utilitarios                 |                        |                    | |
| Bell 412 EP                              | - 4                    | Estados Unidos     | - 2 Aparatos en la versión "412EP" utilizados como helicópteros presidenciales. - 2 Aparatos en la versión "412EPX" adquiridos en el 2022.                                |
| Bell 212                                 | - 2                    | Estados Unidos     | |
| UH-1 Iroquois                            | - 1                    | Estados Unidos     | - 7 unidades existente. Únicamente 1 se encuentra en servicio activo. |
| Bell 429                                 | - 1                    | Estados Unidos     | - Adquirido en 2023 |
| Bell 206 jetranger                       | - 3                    | Estados Unidos     | - Utilizados para entrenamiento de ala rotativa de los oficiales alumnos de la Escuela Militar de Aviación (EMA) y misiones de reconocimiento.                            |
| Bell 407                                 | - 1                    | Estados Unidos     | - 1 aparato en la versión "GXI" en proceso de entrega en 2025. - 1 aparato perdido en un accidente aéreo en Quiché en diciembre del 2024.                                 |
| Eurocopter AS350 Ecureuil                | - 0 en servicio activo | Francia            | - Fuera de servicio por falta de mantenimiento. |
| UAV                                      |                        |                    | |
| S-45 Baalam                              | - 1                    | México             | - Vigilancia y el reconocimiento aéreo. - Adquirido en el 2021. Fue el primero de su tipo en Centroamérica. - Se ha comunicado el interés de adquirir un segundo aparato. |

### Retirados

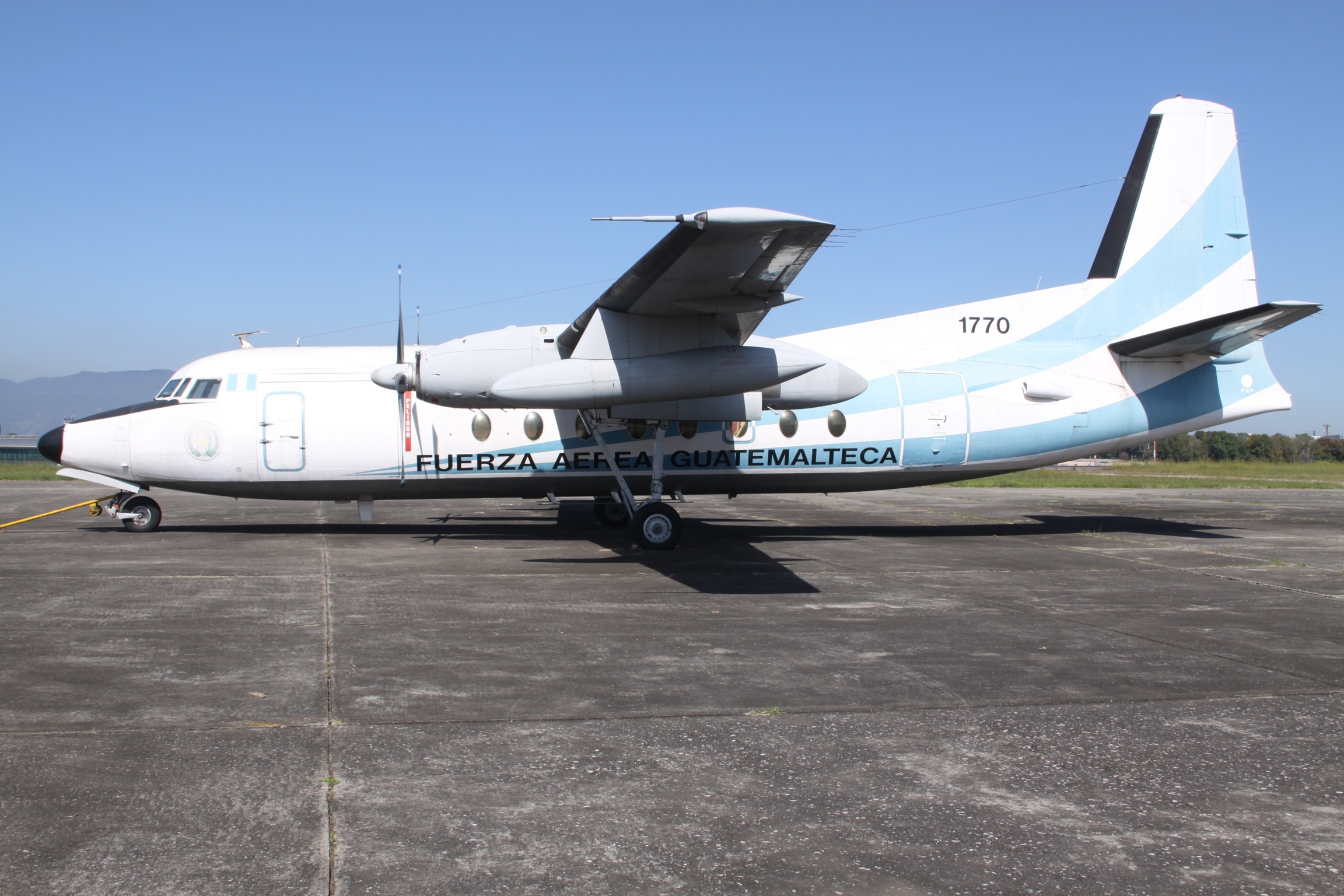
Un Fokker 27 de la Fuerza Aérea Guatemalteca

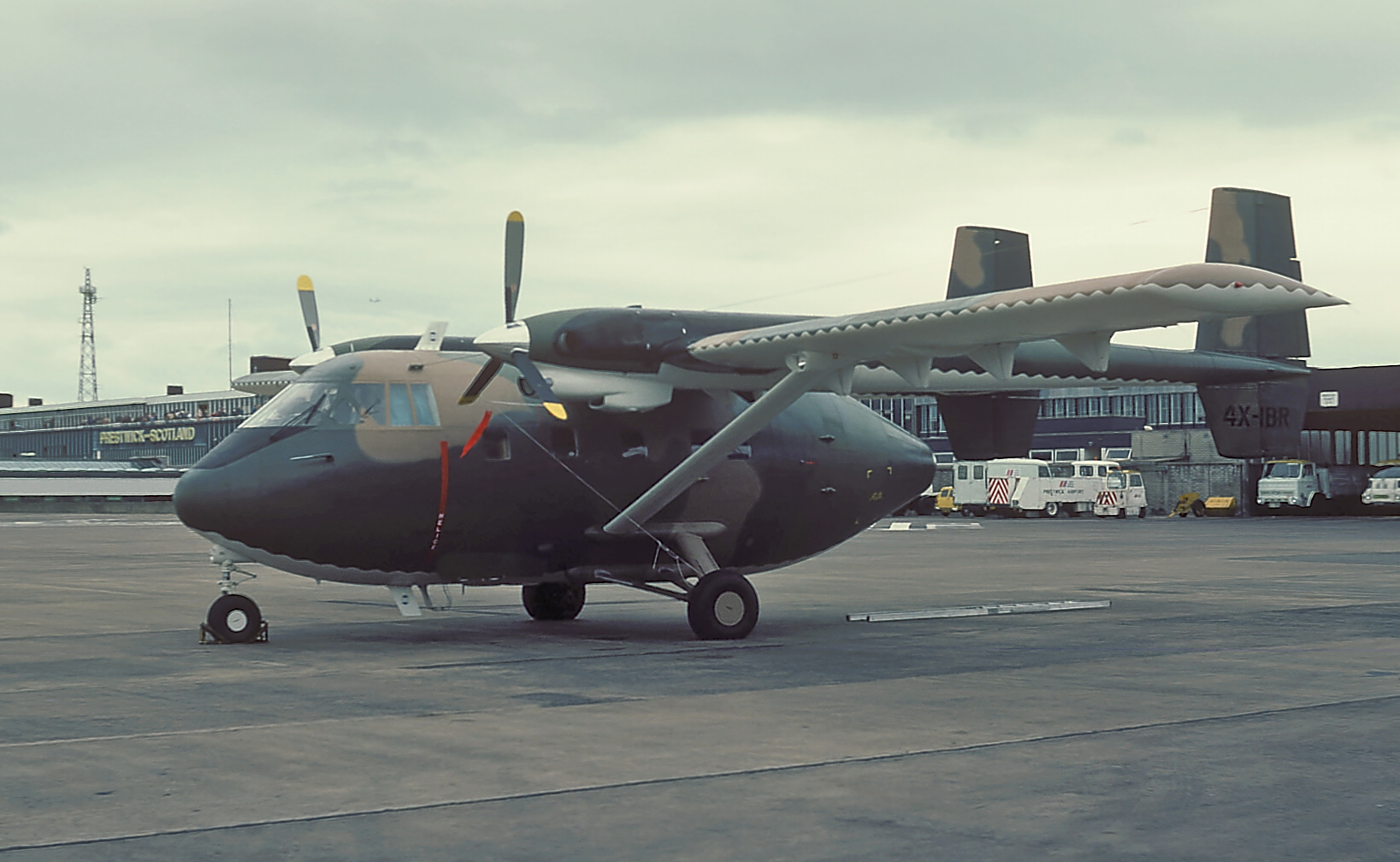
Un IAI Arava de la Fuerza Aérea Guatemalteca mientras aún estaba en servicio

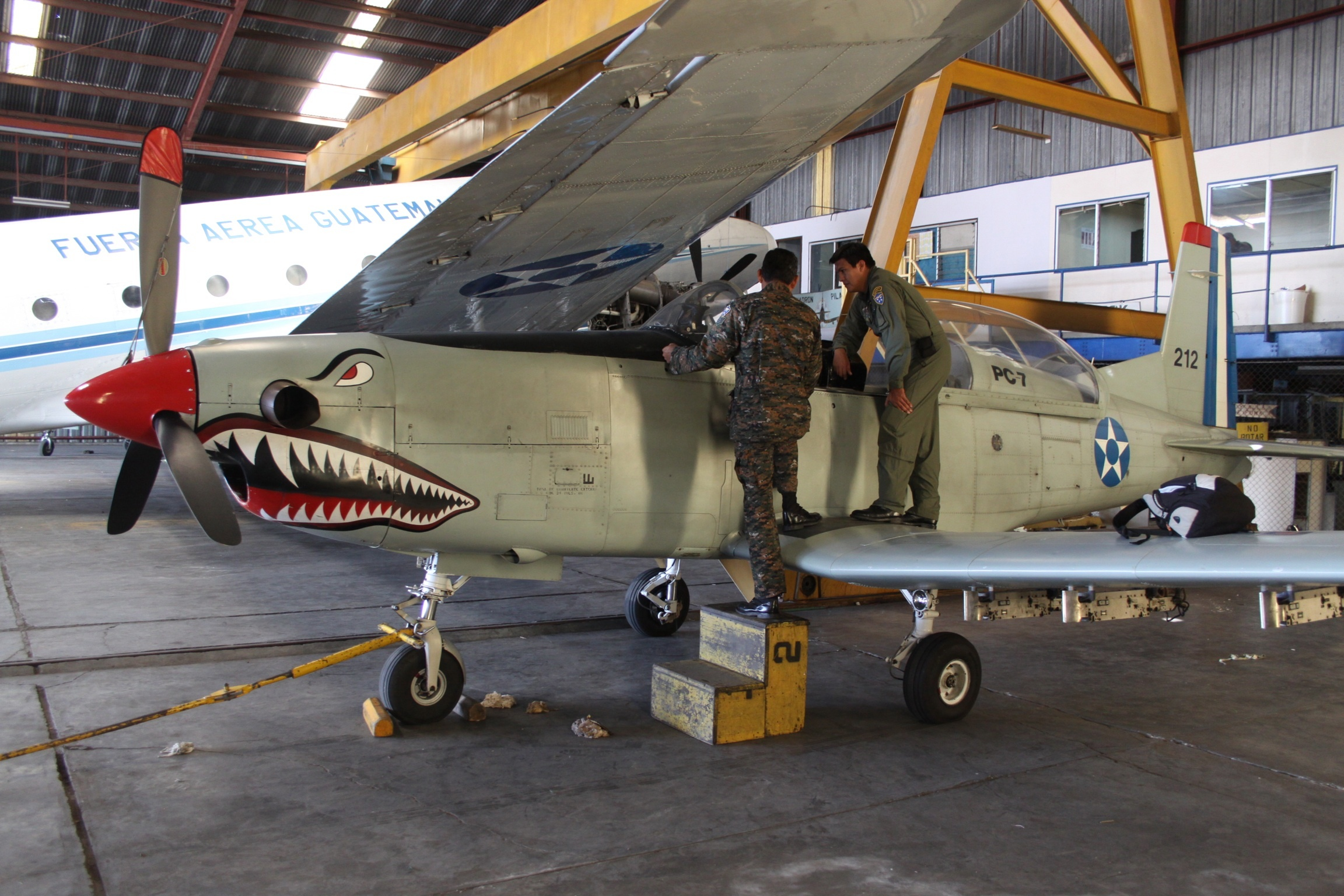
Un PC-7 de la Fuerza Aérea Guatemalteca

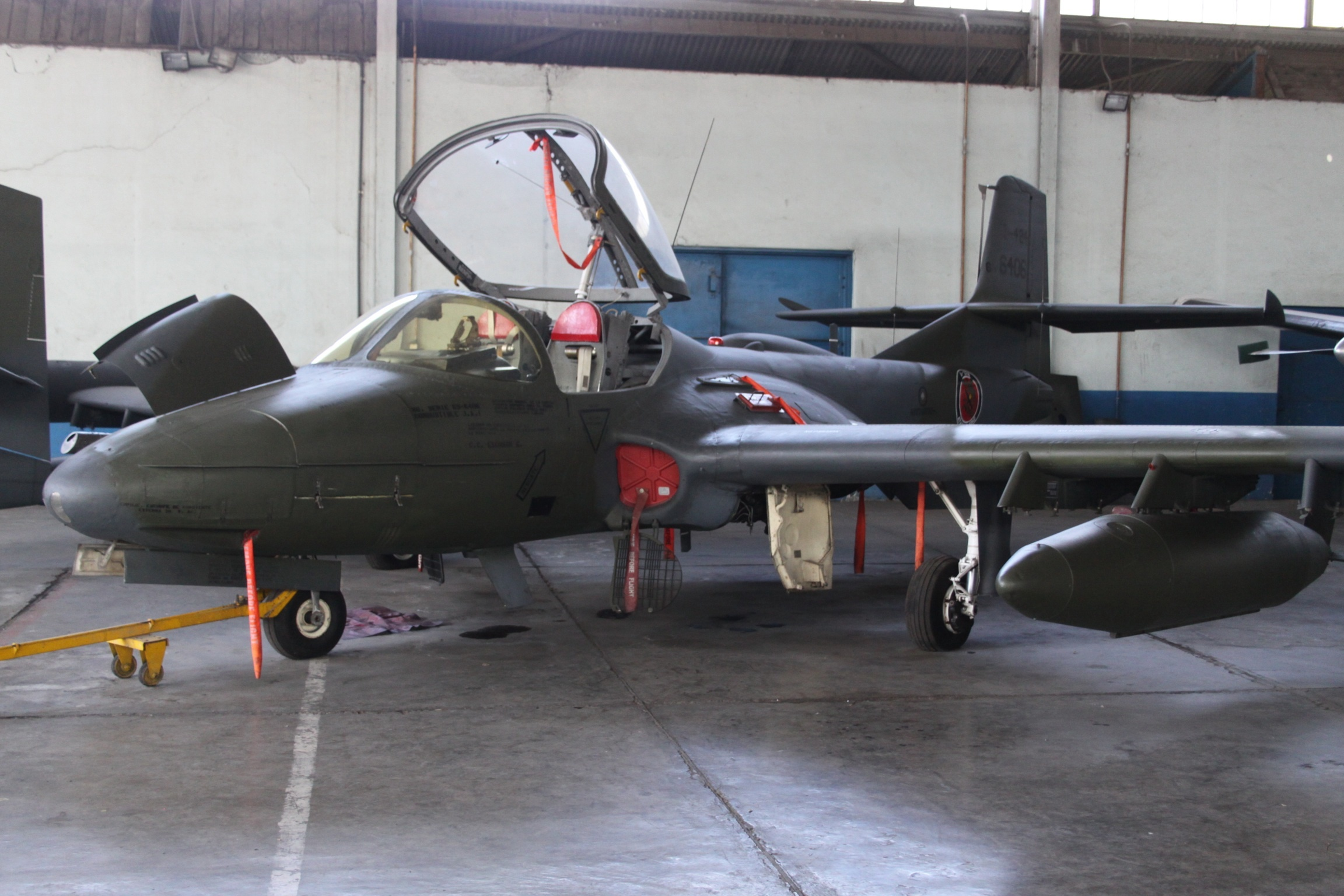
Un A-37 de la Fuerza Aérea Guatemalteca

Los aviones destacados anteriores operados consistieron en el P-51D Mustang, Douglas B-26, C-47, Lockheed T-33, Fouga CM.170 Magister y más recientemente el helicóptero S-76 Spirit 